# María Isabel Urrutia
María Isabel Urrutia Ocoró (Candelaria, Valle del Cauca, 25 de marzo de 1965) es una halterófila retirada y política colombiana. Ocupó el cargo de ministra del Deporte de su país, bajo el gobierno de Gustavo Petro.
Fue ganadora de una medalla de oro en los Juegos Olímpicos de Sídney 2000, y campeona del mundo en el Campeonato Mundial de Halterofilia de 1990 y 1994. Fue la primera medallista de oro de su país en unos Juegos Olímpicos y un Campeonato Mundial de Halterofilia; fue la encargada de dirigir la liga de levantamiento de pesas en Bogotá. Además, fue miembro de la Cámara de Representantes de Colombia entre 2002 y 2010.

## Familia y vida personal
María Isabel Urrutia Ocoró nació en el municipio de Candelaria, sus padres Pedro Juan Urrutia y Nelly Ocoró. A temprana edad su familia se radicó en el barrio Mariano Ramos de la ciudad de Cali. Creció en una familia numerosa junto con sus padres y 4 hermanos. 
Durante su juventud trabajó sirviendo café y posteriormente como operadora telefónica en EMCALI, donde trabajó hasta su participación en los Juegos Olímpicos de 2000.

## Trayectoria deportiva

### Inicios en el atletismo
Fue descubierta jugando en las calles de su barrio por su vecino Daniel Balanta, quien le propuso practicar atletismo y ella aceptó inmediatamente. Se inició como deportista en lanzamiento de bala y disco. Se coronó campeona en su campeonato nacional en Bogotá a los 13 años. A esa edad Urrutia debía caminar una hora de ida y regreso para entrenar en el estadio de atletismo en Cali, a falta de dinero para el bus. A partir de los 15 años comenzó a participar en el Campeonato Sudamericano Juvenil de Atletismo en los eventos de lanzamiento de disco y de bala. En su debut internacional en la edición de Santiago de Chile en 1980, se coronó campeona en lanzamiento de bala con una marca de 12.83 metros. En las siguientes ediciones de 1981 y 1983 fue medalla de plata en la misma disciplina, hasta que recuperó el título de campeona en 1984. En el lanzamiento de disco se coronó campeona en los años 1981 y 1983, con marcas de 44.24 y 44.02 metros respectivamente. Fue tercera en su última participación en 1984.

### Paso a la halterofilia
Luego de participar en los Juegos Olímpicos de 1988, el búlgaro Gantcho Karouskov le recomendó a Urrutia practicar la halterofilia, ya que su contextura física era adecuada para ser campeona de levantamiento de pesas. Urrutia se negó en un principio, pero por sugerencia de varios entrenadores se introdujo en la halterofilia. Desde 1989, siguió participando alternadamente en campeonatos nacionales e internacionales de atletismo. Este mismo año debutó en el Campeonato Mundial realizado en Inglaterra. Urrutia levantó un total de 225 kg, llevándose la medalla de plata en la primera participación de una colombiana en los mundiales.
En 1990 llegó a su segundo Campeonato Mundial de Halterofilia en Budapest, con la experiencia de su segundo lugar en la edición pasada. El desenlace del torneo llevó a Urrutia a coronarse campeona del mundo con una marca de 100 kilos en arranque y 130 kilos en envión, para un total de 230 kg. Esto la convirtió en la primera colombiana en ser campeona mundial de este deporte. En 1991 llegó como campeona defensora al Campeonato mundial de Alemania. En esta edición logró un récord mundial en el ejercicio de arranque con 107.5 kilos y 132.5 kilos en envión. Su registro en el total fue de 240, empatando con la china Hong Lin, quien ganó la medalla de oro a Urrutia por tener menor peso corporal.
El año 1992 lo inició con su participación en los Juegos Deportivos Nacionales de Colombia. En estos juegos compitió en las pruebas de lanzamiento de disco y bala, siendo campeona en ambas representando al Valle del Cauca. Seguido compitió en el Campeonato Iberoamericano de Atletismo en donde fue tercera en lanzamiento de disco. El año siguiente continuó con los buenos resultados en las competencias de atletismo. Fue medalla de oro en bala y disco de los Juegos Bolivarianos de 1993; medalla de plata en Campeonato Sudamericano de Atletismo de mayores en las mismas disciplinas.
Tras la pálida participación en el campeonato nacional de halterofilia de 1993 en la categoría de más de 83 kg, Urrutia junto a su entrenador decidieron bajar a la división de 83 kg. De esta manera las perspectivas frente a los buenos resultados eran mayores. Con el objetivo de lograr grandes resultados, el Campeonato Mundial de Halterofilia de 1994 enfrentó a la colombiana  y a la taiwanesa Che Shu-Chi por el primer lugar de la categoría, esta última campeona de las dos ediciones anteriores. Urrutia levantó una marca de 105 kg en el arranque, y en el envión logró 132.5 kg. Estas marcas le dieron el primer lugar de la general con un total de 237.5 kg, obteniendo la medalla de oro y un nuevo récord mundial en el ejercicio de envión. El mismo año participó en las pruebas de atletismo de los Juegos Suramericanos de 1994, consiguiendo la medalla de oro en el lanzamiento de disco con marca de 58.08 metros. Urrutia continuo con grandes actuaciones en los campeonatos mundiales. En 1995 fue medalla de plata en certamen de Cantón, China. Ese mismo año participó nuevamente en competencias de atletismo. Estas actuaciones le valieron ser reconocida en Colombia como Deportista del año en 1994 y 1995 por el diario El Espectador. Hasta el año siguiente compitió en ambas disciplinas cuando decidió continuar sólo en la halterofilia.
Ganó la medalla de oro en levantamiento de pesas en los Juegos Mundiales 1997 en Lathi Finlandia categoría 83 kg.

### Medalla de oro y retiro

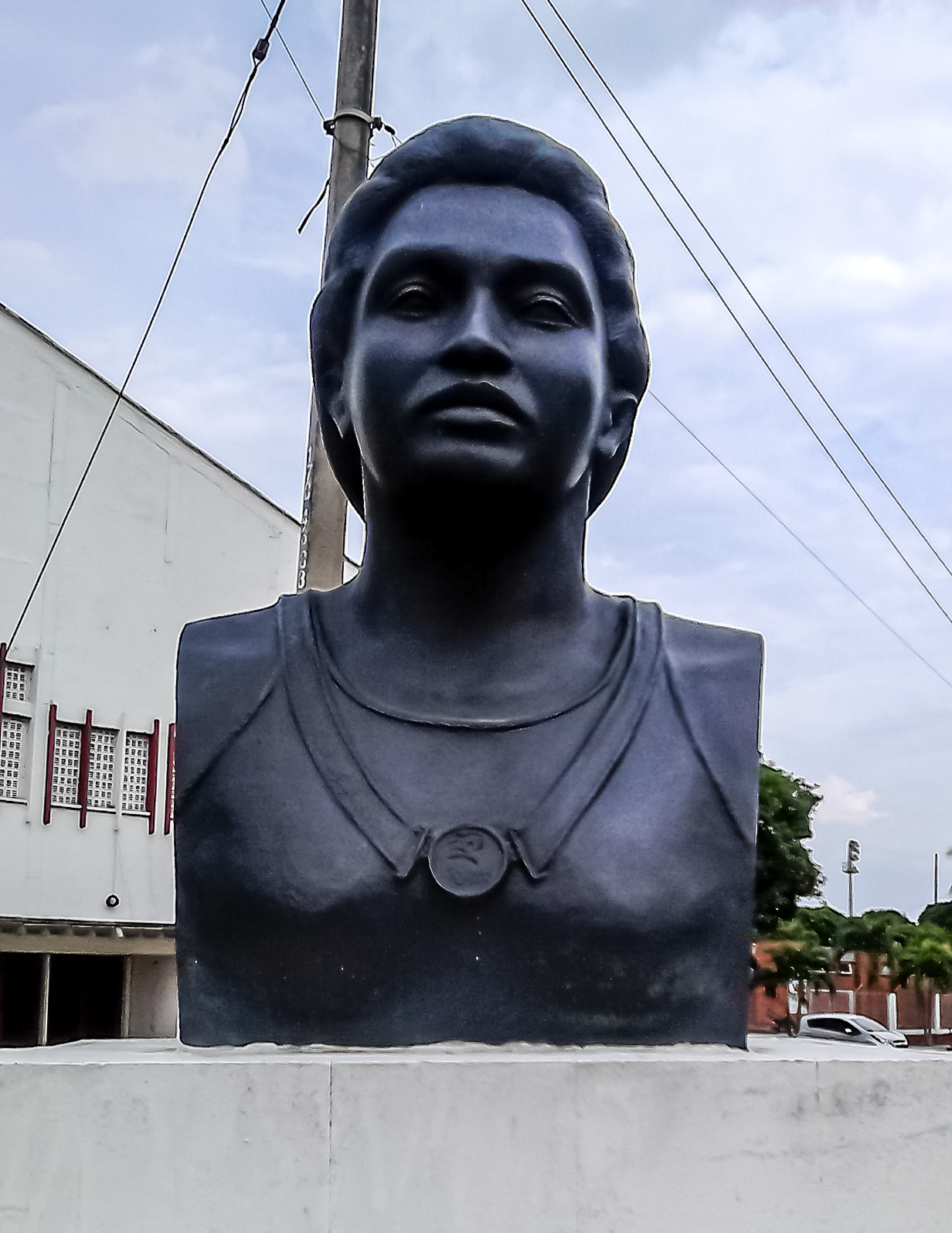
Busto de María Isabel Urrutia en la Unidad Deportiva Panamericana.

En su preparación para los olímpicos de Sídney, Urrutia participó en los Juegos panamericanos de Winnipeg. Terminó logrando la medalla de plata en la categoría de 75+ kg. En este certamen sufrió una lesión de rodilla que la obligó a bajar de peso para poder recuperarse. De esta manera, Urrutia tuvo que pasar a competir en la categoría de 75 kg, donde tenía más opciones de ganar. Camino de su participación olímpica, el Comité Olímpico Colombiano redujo a la mitad el apoyo financiero que le daba a Urrutia. Esto la llevó a un enfrentamiento con el presidente del comité Andrés Botero Phillipsbourne, el cual declaró a la prensa que no  tenían expectativas de medalla con Urrutia. Finalmente acudió a Sídney con parte de sus ahorros para competir en los Olímpicos, luego de recibir una Wild Card de parte de la federación internacional para participar en los juegos.
Urrutia llegó a los Juegos Olímpicos de 2000 como una de las favoritas a llegar al podio de los juegos en la categoría de los 75 kg, siendo además la abanderada de la delegación de Colombia. La competencia se celebró el 20 de septiembre. En este certamen consiguió levantar una marca de 110 kg en el arranque y de 135 kg en el envión en su segundo intento. Se posicionó primera con un total 245 kilogramos, igualada con la nigeriana Ruth Ogbeifo y la taiwanesa Kuo Yi-Hang. El desempate lo definía el menor peso corporal; con 73.28 kilos Urrutia superó a sus contrincantes en el posicionamiento final.
Después de este logro, fue condecorada como la deportista del año por diversos gremios deportivos en Colombia, e igualmente fue nombrada como mejor deportista femenina de Latinoamérica y mejor atleta Iberoaméricana. Fue condecorada por el Congreso de la República de Colombia por sus hazaña deportiva y se fundó la Escuela Femenina de Atletismo y Levantamiento de Pesas María Isabel Urrutia.
En 2001 Urrutia decidió competir en el Campeonato Sudamericano realizado en Cali. Se coronó campeona en tal certamen con tres medallas de oro, con las cuales llevó a Colombia ser primera en la clasificación general. A finales del año fue suspendida por dar positivo en la prueba antidopaje, llevando a una sanción de dos años de competencia. Esta situación apresuró el retiro definitivo de Urrutia del deporte competitivo.

## Trayectoria política

### Congresista
Tras retirarse del deporte, fue elegida a la Cámara de Representantes por la circunscripción especial de las negritudes en las elecciones legislativas de 2002, con 40.968 votos, y reelecta para este cargo en las elecciones de 2006 con el aval de la Alianza Social Afrocolombiana, recibiendo un total de 7751 votos. Hizo parte de la comisión séptima de la Cámara de Representantes. En su estancia en el Congreso realizó varios debates de control político. Promovió la profesionalización de los deportistas y los entrenadores además de la lucha contra la discriminación racial. En lo relacionado al deporte, fue junto a Darío Córdoba una de las responsables del aumento al IVA para la financiación de los Juegos Bolivarianos de 2005 en Armenia, y de los XX Juegos Centroamericanos y del Caribe de Cartagena. Urrutia fue autora del proyecto de ley que otorga pensiones a deportistas que logren distinciones en competiciones internacionales, y acompañamiento a lo largo de su preparación para atletas de alto rendimiento. También es autora de la ley que castiga penalmente la discriminación racial y étnica en Colombia. En 2010 fue candidata a un tercer periodo con congresista, pero no resultó elegida.

### Candidaturas a la alcaldía de Cali
En 2011 fue candidata a la alcaldía de Cali en representación del Polo Democrático. Su campaña se centró en la lucha contra la inseguridad, el hambre en las comunas desfavorecidas de la ciudad y la inclusión de las minorías. Las encuestas realizadas para medir la intención de voto la ubicaban generalmente como la tercera candidata de preferencia, con 16 % de intención de voto. El 30 de octubre de 2011, se realizó la jornada de votación. Urrutia terminó en tercer lugar con 87 205 votos, superada por Milton Castrillón y Rodrigo Guerrero, ganador de las elecciones.
En las elecciones locales de 2015 Urrutia fue candidata por parte del Movimiento Alternativo Indígena y Social a la alcaldía de Cali. Ocupó el séptimo lugar en votaciones con un total de 6476 votos.

### Ministra del Deporte
El 6 de agosto de 2022, el presidente electo Gustavo Petro anunció la designación de María Isabel Urrutia como ministra del Deporte de Colombia. Asumió el cargo el 7 de agosto.
En la noche del 27 de febrero de 2023, el presidente Gustavo Petro anunció su salida del cargo como ministra del Deporte, y fue reemplazada por Astrid Rodríguez. Tras su destitución, aseguró que terminó siendo relevada por atacar la corrupción en la contratación en infraestructura deportiva. Si bien el Gobierno nacional no reveló los motivos de su salida, algunos medios de comunicación mencionaron algunas posibles razones como la relación tensa que Urrutia mantuvo con el Comité Olímpico Colombiano, o que no hubiese cumplido las expectativas alrededor de la liga femenina de fútbol, entre otras razones. Urrutia defendió su gestión y expresó su descontento por la forma como fue retirada de su cargo. El 7 de marzo, el presidente Petro la declaró «insubsistente» debido a que medios de comunicación habían revelado que Urrutia, mientras se encontraba a la espera de la aceptación de su renuncia, había firmado 264 contratos por más de 23 000 millones de pesos, lo que Petro calificó como «actuaciones indelicadas con el presupuesto de la nación» de parte de la exministra. Urrutia justificó su accionar diciendo «los contratos ya venían, lo único que hicimos fue darle vía libre. Los sindicalistas se estaban preocupando por la carga laboral porque son solo 166 funcionarios de carrera. El agilizar no me da para que sea un acto de irresponsabilidad, quiero hacer claridad de que no lo hice de mala fe».

## Palmarés

### Atletismo
| Representando Colombia | Representando Colombia                               | Representando Colombia   | Representando Colombia | Representando Colombia | Representando Colombia |
| Año                    | Competencia                                          | Lugar                    | Puesto                 | Disciplina             | Marca                  |
| ---------------------- | ---------------------------------------------------- | ------------------------ | ---------------------- | ---------------------- | ---------------------- |
| 1980                   | Campeonato Sudamericano Juvenil de Atletismo de 1980 |                          | 1.º                    | Bala                   | 12.83m                 |
| 1981                   | Juegos Bolivarianos de 1981                          | Barquisimeto, Venezuela  | 2.º                    | Bala                   | 13.34m                 |
| 1981                   | Juegos Bolivarianos de 1981                          | Barquisimeto, Venezuela  | 1.º                    | Disco                  | 42.76m                 |
| 1981                   | Campeonato Sudamericano Juvenil de Atletismo de 1981 |                          | 2.º                    | Bala                   | 12.78m                 |
| 1981                   | Campeonato Sudamericano Juvenil de Atletismo de 1981 | 1.º                      | Disco                  | 44.24m                 |                        |
| 1982                   | Juegos Suramericanos de 1982                         | Santa Fe, Argentina      | 1.º                    | Bala                   | 13.27m                 |
| 1982                   | Juegos Suramericanos de 1982                         | Santa Fe, Argentina      | 1.º                    | Disco                  | 44.84m                 |
| 1983                   | Campeonato Sudamericano Juvenil de Atletismo de 1983 |                          | 2.º                    | Bala                   | 13.59mA                |
| 1983                   | Campeonato Sudamericano Juvenil de Atletismo de 1983 | 1.º                      | Disco                  | 44.02m A               |                        |
| 1984                   | Campeonato Centroamericano y del Caibe Junior        | San Juan, Puerto Rico    | 2.º                    | Bala                   | 13.57m                 |
| 1984                   | Campeonato Centroamericano y del Caibe Junior        | San Juan, Puerto Rico    | 1.º                    | Disco                  | 48.74m                 |
| 1984                   | Campeonato Sudamericano Juvenil de Atletismo de 1984 |                          | 1.º                    | Bala                   | 13.66m                 |
| 1984                   | Campeonato Sudamericano Juvenil de Atletismo de 1984 | 3.º                      | Disco                  | 41.60m                 |                        |
| 1986                   | II Campeonato Iberoamericano de Atletismo de 1986    | La Habana, Cuba          | 4.º                    | Bala                   | 14.75 m                |
| 1986                   | II Campeonato Iberoamericano de Atletismo de 1986    | La Habana, Cuba          | 2.º                    | Disco                  | 56.84 m                |
| 1987                   | Campeonato Mundial de Atletismo de 1987              | Roma, Italia             | 18.º                   | Disco                  | 53.94m                 |
| 1988                   | III Campeonato Iberoamericano de Atletismo de 1988   | Ciudad de México, México | 5.º                    | Bala                   | 14.83 m A              |
| 1988                   | III Campeonato Iberoamericano de Atletismo de 1988   | Ciudad de México, México | 3.º                    | Disco                  | 54.22 m A              |
| 1988                   | Juegos Olímpicos de 1988                             | Seúl, Corea del Sur      | 20.º                   | Bala                   | 15.13m                 |
| 1988                   | Juegos Olímpicos de 1988                             | Seúl, Corea del Sur      | 17.º                   | Disco                  | 53.82m                 |
| 1989                   | Juegos Bolivarianos de 1989                          | Maracaibo, Venezuela     | 1.º                    | Bala                   | 15.41m                 |
| 1989                   | Juegos Bolivarianos de 1989                          | Maracaibo, Venezuela     | 1.º                    | Disco                  | 50.22m                 |
| 1992                   | V Campeonato Iberoamericano de Atletismo de 1992     | Sevilla, España          | 3.º                    | Disco                  | 57.46 m                |
| 1993                   | Juegos Bolivarianos de 1993                          | Cochabamba, Bolivia      | 1.º                    | Bala                   | 15.35m A               |
| 1993                   | Juegos Bolivarianos de 1993                          | Cochabamba, Bolivia      | 1.º                    | Disco                  | 54.08m A               |
| 1993                   | Campeonato Sudamericano de Atletismo de 1993         | Lima, Perú               | 2.º                    | Bala                   |                        |
| 1993                   | Campeonato Sudamericano de Atletismo de 1993         | Lima, Perú               | 2.º                    | Disco                  |                        |
| 1994                   | Juegos Suramericanos de 1994                         | Valencia, Venezuela      | 1.º                    | Disco                  | 58.08m                 |
| 1997                   | Juegos Bolivarianos de 1997                          | Arequipa, Perú           | 1.º                    | Bala                   | 15.51m A               |
| 1997                   | Juegos Bolivarianos de 1997                          | Arequipa, Perú           | 1.º                    | Disco                  | 51.80m A               |

### Halterofilia
| Representando Colombia | Representando Colombia                     | Representando Colombia   | Representando Colombia | Representando Colombia | Representando Colombia    |
| Año                    | Competencia                                | Lugar                    | Categoría              | Puesto                 | Total (Arranque + Envión) |
| ---------------------- | ------------------------------------------ | ------------------------ | ---------------------- | ---------------------- | ------------------------- |
| 1989                   | Campeonato Mundial de Halterofilia de 1989 | Atenas, Grecia           | 82.5 kg                | 2.º                    | 230 (100 + 130)           |
| 1990                   | Campeonato Mundial de Halterofilia de 1990 | Budapest, Hungría        | 82.5 kg                | 1.º                    | 230 (100 + 130)           |
| 1991                   | Campeonato Mundial de Halterofilia de 1991 | Donaueschingen, Alemania | 82.5 kg                | 2.º                    | 240 (105.0 WR + 132.5)    |
| 1994                   | Campeonato Mundial de Halterofilia de 1994 | Estambul, Turquía        | 83 kg                  | 1.º                    | 230 (105 + 132.5 WR )     |
| 1995                   | Campeonato Mundial de Halterofilia de 1995 | Cantón, China            | 83 kg                  | 2.º                    | 237.5 (105.0 + 132.5)     |
| 1996                   | Campeonato Mundial de Halterofilia de 1996 | Varsovia, Polonia        | 83 kg                  | 3.º                    | 235 (100 + 135)           |
| 1997                   | Campeonato Mundial de Halterofilia de 1997 | Chiang Mai, Tailandia    | 83 kg                  | 2.º                    | 235 (105 + 130)           |
| 1997                   | Juegos Mundiales de 1997                   | Lahti, Finlandia         | 83 kg                  | 1.º                    |                           |
| 1998                   | Campeonato Mundial de Halterofilia de 1998 | Lahti, Finlandia         | 75+ kg                 | 3.º                    | 242.5 (110 + 132.5)       |
| 1999                   | Juegos Panamericanos de 1999               | Winnipeg, Canadá         | 75+ kg                 | 2.º                    | 247.5 (107.5 + 140)       |
| 2000                   | Juegos Olímpicos de 2000                   | Sídney, Australia        | 75 kg                  | 1.º                    | 245 (110 + 135)           |

## Distinciones
| Distinción                                  | Año  |
| ------------------------------------------- | ---- |
| Deportista del año El Espectador            | 1994 |
| Deportista del año El Espectador            | 1995 |
| Deportista del año El Espectador            | 2000 |
| Mejor Atleta Iberoamericana                 | 2000 |
| Premio Vida y Obra El Espectador y Movistar | 2016 |